# Reinhard Münster
Reinhard Münster (* 1955 im Rheinland) ist ein deutscher Filmproduzent, Filmregisseur, Drehbuchautor und Darsteller und lebt in Berlin. Münster studierte ab 1980 an der Film- und Fernsehakademie in Berlin. Sein Spielfilm Alles auf Anfang lief im Wettbewerb der Berlinale 1994. Seit Mitte der 1990er Jahre ist er als Regisseur und teilweise als Co-Autor für Fernsehproduktionen wie Alles außer Mord, Die Straßen von Berlin, Doppelter Einsatz, Wolffs Revier, Wilsberg und Ein starkes Team tätig. Er ist Mitglied der Deutschen Filmakademie.

## Filmografie (Auswahl)
- 1982: Dach über’m Kopf (Kurzfilm; Co-Regie, Co-Drehbuch)
- 1984: Dorado – One Way (Regie, Drehbuch, Schnitt, Co-Produzent)
- 1990: Der achte Tag (Regie, Co-Produzent, Drehbuch)
- 1994: Alles auf Anfang (Regie, Drehbuch)
- 2006: Medicopter 117 – Ohne Skrupel (Darsteller)
- 2008: Wilsberg – Filmriss (Regie)
- 2008: Wilsberg – Royal Flush (Regie)
- 2008: Wilsberg – Das Jubiläum (Regie)
- 2009: Wilsberg – Der Mann am Fenster (Regie)
- 2009: Ein starkes Team – Geschlechterkrieg (Krimi-Reihe)
- 2011: Familie macht glücklich

## Auszeichnungen
- 1990: Regieförderpreis der HypoVereinsbank für Der achte Tag